# Tomasz Białas
Tomasz Białas – polski wojskowy, żołnierz Wojsk Specjalnych, generał brygady Wojska Polskiego, dowódca 6 Mazowieckiej Brygady Obrony Terytorialnej (2017–2018); dowódca 13 Śląskiej Brygady Obrony Terytorialnej (2018–2023), od 11 września 2023 r. dowódca 25 Brygady Kawalerii Powietrznej.

## Przebieg służby wojskowej
Tomasz Białas w 1997 r. ukończył Wyższą Szkołę Oficerską im. Tadeusza Kościuszki we Wrocławiu. Zawodową służbę wojskową rozpoczął w 1 pułku specjalnym komandosów na stanowisku dowódcy sekcji. W 2005 r. pełnił służbę w Polskim Kontyngencie Wojskowym w Iraku w Al-Kucie, będąc w składzie Samodzielnej Grupy Powietrzno-Szturmowej
(25 Brygada Kawalerii Powietrznej, 49 pśb, 1 psk), podległej Wielonarodowej Dywizji Centrum-Południe (MND C-S) stacjonującej w obozie „Echo” w Diwaniji z dowódcą gen. dyw. Waldemarem Skrzypczakiem. W latach 2007–2010 służył w Dowództwie Wojsk Specjalnych w Krakowie. W 2010 r., po 3–letniej kadencji w DWS, powrócił do służby w 1 psk na stanowisko dowódcy Zespołu Bojowego, a po zmianie nazwy jednostki w 2011 r. w Jednostce Wojskowej Komandosów w Lublińcu. Służbę w tych jednostkach pełnił przez ponad dwadzieścia lat m.in. na stanowiskach: dowódcy sekcji, dowódca zespołu bojowego, szef pionu szkolenia. W okresie swojej służby uczestniczył trzykrotnie w misjach. 
W latach 2010–2011 był dowódcą pododdziału sił specjalnych, tzw. Task Force 50 (TF-50), który podczas VIII zmiany tworzyli komandosi z Lublińca, w składzie Polskich Sił Zadaniowych ISAF w Afganistanie z dowódcą gen. bryg. Andrzejem Reudowiczem. Tomasz Białas jako oficer i dowódca pododdziału służb specjalnych podczas misji szkolił do walki z terrorystami Irakijczyków i Afgańczyków, w tym miejscowych antyterrorystów policyjnych. 21 stycznia 2011 r. dowodził operacją, gdzie polscy żołnierze sił specjalnych wydzieleni z 1 pułku specjalnego komandosów zlikwidowali skład z ładunkami oraz materiałami wybuchowymi w prowincji Ghazni, a za te działania i inne podziękował mu i jego żołnierzom głównodowodzący siłami ISAF w Afganistanie gen. David Petraeus. 25 marca 2011 r. w Kabulu, w imieniu prezydenta Stanów Zjednoczonych Baracka Obamy, dowódca ISAF gen. David Petraeus udekorował go jako dowódcę Zadaniowego Zespołu Bojowego Wojsk Specjalnych, wydzielonego z 1 pułku specjalnego komandosów, jednym z najwyższych amerykańskich odznaczeń wojskowych: Meritorious Service Medal. Gen. Petraeus wręczając mu te odznaczenie wskazał, że dowodzony przez odznaczonego oficera ZZB wniósł znaczący wkład nie tylko dla komponentu operacji specjalnych, ale całej operacji ISAF. Jego zastępca ZZB Wojsk Specjalnych w Afganistanie „Łukasz” po misji dla dziennikarza i publicysty militarnego Jarosława Rybaka wskazał:

W siłach specjalnych nie ma podziału na sierżantów, chorążych, kapitanów i pułkowników. To nie ma nic wspólnego z zaburzeniem hierarchii, bo każdy zna swoje miejsce w szeregu. Nie mieliśmy więc jakichkolwiek problemów z dyscypliną. Każdy z żołnierzy miał prawo, a nawet obowiązek wypowiedzieć się na temat zadania, w którym ma uczestniczyć. Ale „zespołowa demokracja” kończyła się z chwilą zatwierdzenia planu. W czasie misji to dowódca podejmował decyzje jednoosobowo i ponosił za nie pełną odpowiedzialność. U „Białego” było to ostateczne i niepodważalne. 

25 października 2012 r. admirał William McRaven, dowódca operacji specjalnych Stanów Zjednoczonych (USSOCOM) podczas wizyty w Polsce w obecności ministra obrony narodowej Tomasza Siemoniaka, dowódcy Wojsk Specjalnych gen. bryg. Piotra Patalonga oraz dowódcy Wojsk Specjalnych Stanów Zjednoczonych w Europie gen. dyw. Michaela Repassa, wyraził swoje uznanie dla profesjonalizmu polskich żołnierzy w misji ISAF w Afganistanie, podkreślając:

Odwaga i poświęcenie polskich żołnierzy przewyższyły nasze oczekiwania, a szczególnie za ważne były sukcesy uzyskane w zakresie szkolenia pododdziałów antyterrorystycznych afgańskiej policji przez polskich specjalsów z Lublińca i jego dowódcy operujących w ramach ISAF.

W latach 2012–2013 był dowódcą pododdziału sił specjalnych Task Force 50 (TF-50), który podczas XII zmiany tworzyli komandosi z jednostki Lublińca oraz komandosi GROM (TF-49), w składzie Polskich Sił Zadaniowych ISAF w Afganistanie z dowódcą gen. bryg. Andrzejem Tuzem. Podczas tej misji  o charakterze szkoleniowo-stabilizacyjnym jego żołnierze sił specjalnych przy czynnym udziale SWW wraz z „Afgańskimi Tygrysami” z jednostki antyterrorystycznej PRC Ghazni (Provincial Response Company) zatrzymali najbardziej poszukiwanego dowódcę talibów we wschodnim Afganistanie. Zadaniowy Zespół Bojowy Wojsk Specjalnych Task Force 50 (JWK) pod jego dowództwem i TF 49 (JWG) wykonały wiele zadań w ramach operacji antyterrorystycznej. W 2016 r. ukończył kurs operacyjno-strategiczny na Akademii Sztuki Wojennej. 
Tomasz Białas w latach od 1997 do 2017 był w Lublińcu w 1 pułku specjalnym komandosów i w Jednostce Wojskowej Komandosów (JW 4101). W okresie ponad dwudziestu lat pełnił służbę z takimi żołnierzami służb specjalnych, m.in.: ppłk Zbigniew Kwintal, ppłk Bogdan Kołtuński, ppłk. Sławomir Drumowicz, ppłk Wojciech Jania, płk Piotr Patalong, płk Dariusz Dachowicz, ppłk Maciej Klisz, płk Wiesław Kukuła, płk Ryszard Pietras, płk Michał Strzelecki. 
2 maja 2017 r. podczas obchodów Dnia Flagi Rzeczypospolitej Polskiej minister obrony narodowej Antoni Macierewicz mianował go na stanowisko dowódcy 6 Mazowieckiej Brygady Obrony Terytorialnej, awansowany na stopnień pułkownika z dniem objęcia obowiązków. 6 Mazowiecką Brygadą Obrony Terytorialnej dowodził do 14 stycznia 2018. 15 stycznia 2018 r. objął funkcję dowódcy 13 Śląskiej Brygady Obrony Terytorialnej. Na tym stanowisku wprowadził pierwszą w Siłach Zbrojnych RP Grupę Poszukiwawczo – Ratowniczą z psami kontraktowymi oraz nowatorski Kurs Wawelberga, którego celem było i jest podnoszenie poziomu wyszkolenia dowódców i instruktorów odpowiedzialnych za planowanie i prowadzenie szkoleń prowadzony przez komandosów jednostki specjalnej z Lublińca (nawiązując do tradycji Grupy Destrukcyjnej „Wawelberga” jako zespołu dywersyjnego prowadzącego działania specjalne, zorganizowane przez Oddział II Sztabu Generalnego WP, działające na rzecz III powstania śląskiego). W 2021 r. rozpoczął studia podyplomowe w zakresie Polityki Obronnej na Akademii Sztuki Wojennej. 14 lutego 2022 r. w Warszawie minister obrony narodowej Mariusz Błaszczak wyznaczył go ponownie na stanowisko dowódcy 13 Śląskiej Brygady Obrony Terytorialnej. 
W roku 2022 r. ukończył studia podyplomowe w zakresie Polityki Obronnej w Warszawie. 11 września 2023 r. w Tomaszowie Mazowieckim na podstawie decyzji ministra obrony narodowej Mariusza Błaszczaka w obecności Dowódcy Generalnego Rodzajów Sił Zbrojnych gen. broni Wiesława Kukuły przyjął obowiązki dowódcy 25 Brygady Kawalerii Powietrznej od gen. bryg. dr Mariusza Pawluka. W uroczystości wzięli udział m.in.: poseł X kadencji z okręgu nr 10 (Piotrków Trybunalski) Antoni Macierewicz, dowódca Komponentu Wojsk Specjalnych gen. dyw. Sławomir Drumowicz, starosta Powiatu tomaszowskiego Mariusz Węgrzynowski. 16 września 2023 r. w Gliwicach w obecności dowódcy Wojsk Obrony Terytorialnej gen. dyw. Macieja Klisza, przedstawicieli władz samorządowych ziemi śląskiej, dowódców jednostek wojskowych, komendantów instytucji wojskowych, przedstawicieli służb mundurowych przekazał obowiązki dowódcy jednostki płk. Pawłowi Piątkowskiemu. 10 listopada 2024 r. prezydent RP Andrzej Duda mianował go na stopień generała brygady. Jest instruktorem spadochronowym od 2001 r., ma oddanych 556 skoków spadochronowych (stan na 11 września 2023 r.). Prywatnie pasjonat motocykli.

## Awanse
- podporucznik – 1997[2]

(...)
- generał brygady – 10 listopada 2024[42][45]

## Ordery, odznaczenia i wyróżnienia
- Krzyż Komandorski Orderu Krzyża Wojskowego[46][8]
- Meritorious Service Medal – 2011[2]
- Medal Srebrny za Długoletnią Służbę[15]
- Gwiazda Afganistanu[47]
- Gwiazda Iraku[47]
- Złoty Medal “Siły Zbrojne w Służbie Ojczyzny” – 2023[41]
- Srebrny Medal „Za zasługi dla obronności kraju”[15]
- Medal Pamiątkowy Wielonarodowej Dywizji Centrum-Południe w Iraku[15]
- Medal NATO za misję ISAF[15]
- Medal „Pro Patria”[15]
- Brązowym Medalem „Za Zasługi dla Straży Granicznej” – 2022[48]
- Laureat Buzdygana 2012[46]
- Odznaka pamiątkowa 13 Śląskiej Brygady Obrony Terytorialnej – 2018 (ex officio)
- Odznaka pamiątkowa 25 Brygady Kawalerii Powietrznej – 2023 (ex officio)
- Odznaka Honorowa Wojsk Lądowych[15]
- Odznaka Instruktora Spadochronowego Wojsk Powietrznodesantowych – uprawnienia zdobyte w 1995

i inne